# ماريو بيريز (لاعب كرة قدم)
ماريو بيريز (بالإسبانية: Mario Placencia Pérez)‏ (19 فبراير 1927 بالمكسيك - ) هو لاعب كرة قدم مكسيكي في مركز الوسط، شارك في كأس العالم 1950. وشارك مع منتخب المكسيك لكرة القدم. أما مع النوادي، فقد لعب مع ديبورتيفو مارتي.

## وصلات خارجية
- ماريو بيريز على موقع الاتحاد الدولي (مؤرشف)  (الإنجليزية)
- ماريو بيريز على موقع قاعدة بيانات كرة القدم.إي يو (الإنجليزية)
- ماريو بيريز على موقع ناشيونال فوتبول تيمز (الإنجليزية)
- ماريو بيريز على موقع Soccerway.com (الإنجليزية)
- ماريو بيريز على موقع عالم كرة القدم.نت (الإنجليزية)